# Юлий Эксуперанций
Юлий Эксуперанций (лат. Iulius Exuperantius; IV—V век?) — позднеримский эпитоматор.

## Бревиарий
Автор «Бревиария» (Iulii Exuperantii opusculum), сохранившегося в манускриптах XII века с текстами Саллюстия и охватывающего события от борьбы Мария во времена Югуртинской войны за консульство до окончания Серторианского восстания. О самом авторе эпитомы ничего не известно; такое же имя носил родственник Рутилия Намациана, занимавший должность префекта претория Галлии и погибший в 424 или 425 году, но исследователи не считают возможным их отождествление. По характеру письма текст Эксуперанция датируют IV—V веками.
Текст бревиария свидетельствует о слабом владении материалом, содержит ошибки и значительные пропуски, но в то же время приводит ценные сведения о восстаниях Лепида и Сертория. Сочинение Эксуперанция находится в сильной зависимости от Саллюстия, у которого эпитоматор позаимствовал лексику, стилистические обороты, а также порядок изложения.
Впервые «Бревиарий» был издан по манускрипту Пьера Питу в 1588 году во Франкфурте Ф. Зильбургом в первом томе Historiae Romanae scriptores. Критическое издание было выпущено в 1902 году Г. Ландграфом и К. Вейманом. Русский перевод А. В. Короленкова, выполненный по лейпцигскому изданию Тойбнера 1982 года, был опубликован в 2004 году в Вестнике древней истории.